# Ornament małżowinowo-chrząstkowy

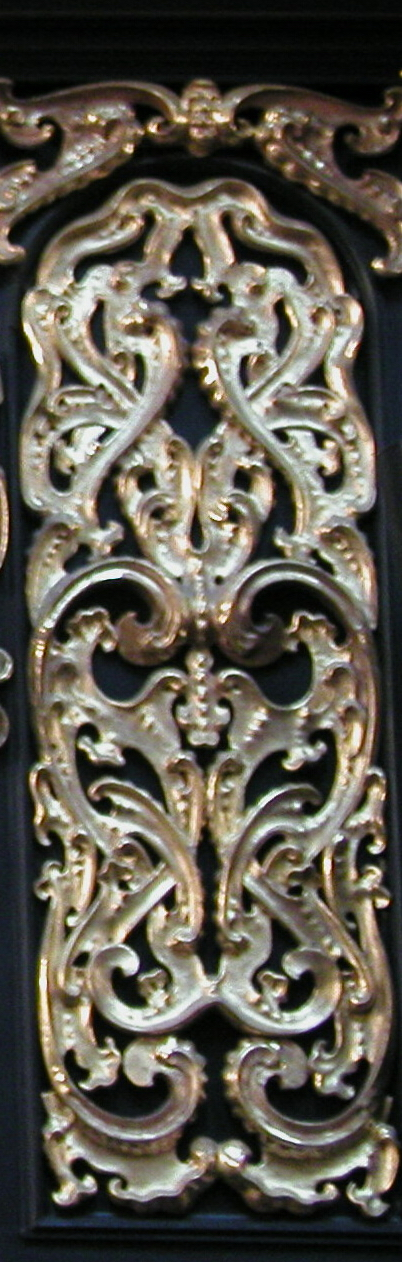
Ornament małżowinowo-chrząstkowy – fragment stalli z kościoła Mariackiego w Krakowie z lat 1635-37

Ornament małżowinowo-chrząstkowy – ornament o charakterze amorficznym, pozbawiony precyzyjnej formy, składający się elementów przypominających małżowinę uszną i chrząstki.
Powstał pod koniec XVI wieku, najprawdopodobniej w północnej Europie, choć podobne motywy pojawiały się wcześniej także we Włoszech. Czasem stworzenie tego ornamentu przypisuje się złotnikom Adamowi van Vianen (1568/69-1627) i Paulusowi van Vianen (ok. 1570-1613). Największa popularność ornamentu przypada na wiek XVII. Ornament pojawia się w grafikach m.in. Lucasa Kiliana (1604-1630), Christopha Jamnitzera (1610), Friedricha Unteutscha (1640-1650).
Stosowany był głównie jako ornament wypełniający, zwłaszcza w snycerce i złotnictwie.
Ornament może przybierać formy muszlowe, wolutowe, chrząstkowe i małżowinowe, które zdają się składać z materii ciągliwej i napęczniałej, jakby zwierzęcej albo motywy bardziej suche, mniej przypominające ciasto, a raczej pojedyncze elementy C-kształtne. W ornamencie mogą pojawiać się motywy maski, ludzkie twarze, głowy aniołków.